# École normale d'instituteurs d'Arras
L'école normale d'instituteurs d'Arras est une école normale d'instituteurs située à Arras et créée en 1883.
L'équipe de basket-ball se distingue en remportant le championnat de France en 1923 et en étant vice-champion de France en 1924.
Jean Cuvillier, pionnier en micropaléontologie, y a fait une partie de sa scolarité.